# بریزینه
بریزینه (به عربی: بریزینة) یک شهرداری در الجزایر است که در استان البیض واقع شده‌است.